# Sportgemeinschaft 09 Wattenscheid 1997-1998
Questa voce raccoglie le informazioni riguardanti la Sportgemeinschaft 09 Wattenscheid nelle competizioni ufficiali della stagione 1997-1998.

## Stagione
Nella stagione 1997-1998 il Wattenscheid, allenato da Franz-Josef Tenhagen, concluse il campionato di 2. Bundesliga al 14º posto. In Coppa di Germania il Wattenscheid fu eliminato al primo turno dal Waldhof Mannheim.

## Rosa
| N. |                       | Ruolo | Calciatore        |
| -- | --------------------- | ----- | ----------------- |
| 1  | Germania (bandiera)   | P     | Peter Martin      |
| 2  | Germania (bandiera)   | D     | Frank Bläker      |
| 3  | Germania (bandiera)   | D     | Hilko Ristau      |
| 4  | Germania (bandiera)   | D     | Andreas Teichmann |
| 5  | Germania (bandiera)   | D     | Mirko Stark       |
| 6  | Germania (bandiera)   | D     | Stefan Fengler    |
| 7  | Germania (bandiera)   | D     | Werner Kempkens   |
| 8  | Germania (bandiera)   | A     | Sergio Allievi    |
| 9  | Ucraina (bandiera)    | A     | Sergej Dikhtiar   |
| 10 | Germania (bandiera)   | C     | Frank Süs         |
| 11 | Germania (bandiera)   | A     | Marcus Feinbier   |
| 12 | Germania (bandiera)   | P     | Christian Maly    |
| 13 | Germania (bandiera)   | D     | Stephan Urbainski |
| 14 | Slovacchia (bandiera) | C     | Emil Hamár        |
| 14 | Ucraina (bandiera)    | C     | Sergej Korobka    |

| N. |                     | Ruolo | Calciatore        |
| -- | ------------------- | ----- | ----------------- |
| 15 | Germania (bandiera) | C     | André Gumprecht   |
| 16 | Germania (bandiera) | C     | Rainer Schümann   |
| 17 | Germania (bandiera) | C     | Marcus Hasecke    |
| 18 | Germania (bandiera) | D     | Frank Schön       |
| 19 | Germania (bandiera) | C     | Stefan Majek      |
| 20 | Turchia (bandiera)  | C     | Çetin Aydin       |
| 21 | Germania (bandiera) | D     | Stefan Blank      |
| 22 | Germania (bandiera) | D     | Olaf Skok         |
| 23 | Germania (bandiera) | P     | Christoph Jacob   |
| 24 | Germania (bandiera) | D     | Arthur Matlik     |
| 25 | Senegal (bandiera)  | A     | Souleyman Sané    |
| 27 | Germania (bandiera) | C     | Dennis Lucke      |
| 30 | Germania (bandiera) | C     | Thorsten Schmugge |
| 36 | Germania (bandiera) | D     | Martin Klinge     |

## Organigramma societario
Area tecnica
- Allenatore: Franz-Josef Tenhagen
- Allenatore in seconda:
- Preparatore dei portieri:
- Preparatori atletici:

## Calciomercato

### Sessione estiva
| Acquisti | Acquisti       | Acquisti         | Acquisti |
| R.       | Nome           | da               | Modalità |
| -------- | -------------- | ---------------- | -------- |
| C        | Guðni Helgason | ÍBV Vestmannæyja |          |
| A        | Souleyman Sané | Losanna          |          |
| C        | Çetin Aydin    | Sprockhövel      |          |
| D        | Frank Schön    | Waldhof Mannheim |          |

| Cessioni | Cessioni          | Cessioni         | Cessioni |
| R.       | Nome              | a                | Modalità |
| -------- | ----------------- | ---------------- | -------- |
| A        | Ralf Balzis       | SV Wilhelmshaven |          |
| C        | Yıldıray Baştürk  | Bochum           |          |
| C        | Marko Jedlicka    | Preußen Münster  |          |
| C        | Michał Probierz   | Górnik Zabrze    |          |
| C        | Mark Schierenberg | Schalke 04       |          |

### Sessione invernale
| Acquisti | Acquisti          | Acquisti            | Acquisti |
| R.       | Nome              | da                  | Modalità |
| -------- | ----------------- | ------------------- | -------- |
| C        | Sergej Korobka    | DAC Dunajská Streda |          |
| C        | Thorsten Schmugge | TuS Hordel          |          |

| Cessioni | Cessioni | Cessioni | Cessioni |
| R.       | Nome     | a        | Modalità |
| -------- | -------- | -------- | -------- |

## Risultati

### 2. Bundesliga

#### Girone di andata
| Arbitro: | Albrecht |

|               |           |              |
| Schneider 67’ | Marcatori | 44’ Feinbier |

| Arbitro: | Schößling |

|  |           |              |
|  | Marcatori | 28’ Sobotzik |

| Arbitro: | Dörr |

|                             |           |                     |
| Wollitz 1’ Bläker 7’ (aut.) | Marcatori | 36’ (rig.) Feinbier |

| Arbitro: | Sippel |

|              |           |            |
| Feinbier 60’ | Marcatori | 53’ Thoben |

| Unterhaching 29 agosto 1997, ore 19:00 CEST 5ª giornata | Unterhaching | 0 – 0 referto | Wattenscheid 09 | Stadion am Sportpark (2 100 spett.)\| Arbitro: \| Hilmes \| |
| Arbitro:                                                | Hilmes       |               |                 |                                                             |

| Arbitro: | Kadach |

|                     |           |           |
| Majek 53’ Schön 68’ | Marcatori | 59’ Kerbr |

| Arbitro: | Müller |

|              |           |             |
| Savichev 84’ | Marcatori | 45’ Fengler |

| Arbitro: | Wezel |

|            |           |                    |
| Bläker 16’ | Marcatori | 88’ (rig.) Ouakili |

| Zwickau 5 ottobre 1997, ore 15:00 CEST 9ª giornata | Zwickau | 0 – 0 referto | Wattenscheid 09 | Westsachsenstadion (3 910 spett.)\| Arbitro: \| Hufgard \| |
| Arbitro:                                           | Hufgard |               |                 |                                                            |

| Arbitro: | Wendorf |

|                                       |           |                            |
| Sané 19’, 69’ Ristau 25’ Dikhtiar 74’ | Marcatori | 37’ Akonnor 51’ Schütterle |

| Arbitro: | Lange |

|                   |           |  |
| Tare 45’ Judt 88’ | Marcatori |  |

| Arbitro: | Kammerer |

|                     |           |                     |
| Feinbier 69’ (rig.) | Marcatori | 26’ Vier 45’ Wagner |

| Arbitro: | Wack |

|  |           |           |
|  | Marcatori | 50’ Marić |

| Arbitro: | Fleischer |

|             |           |                   |
| Irrgang 60’ | Marcatori | 70’, 76’ Feinbier |

| Arbitro: | Blumenstein |

|  |           |                     |
|  | Marcatori | 26’ Störzenhofecker |

| Arbitro: | Albrecht |

|                                                      |           |  |
| Güneş 10’ Baya 21’ Iashvili 25’ Weißhaupt 82’ (rig.) | Marcatori |  |

| Arbitro: | Wack |

|                                          |           |  |
| Skok 9’ Sané 45’ Ristau 52’ Feinbier 61’ | Marcatori |  |

#### Girone di ritorno
| Arbitro: | Neis |

|                        |           |  |
| Teichmann 31’ Sané 42’ | Marcatori |  |

| Arbitro: | Kadach |

|                     |           |                |
| Sobotzik 3’ Epp 43’ | Marcatori | 30’ (rig.) Süs |

| Arbitro: | Hufgard |

|  |           |                 |
|  | Marcatori | 32’ van Buskirk |

| Arbitro: | Schütz |

|                          |           |  |
| Feinbier 42’ Korobka 90’ | Marcatori |  |

| Arbitro: | Sippel |

|             |           |  |
| Stendel 65’ | Marcatori |  |

| Fürth; 22 marzo 1998, ore 15:00 CET 23ª giornata | Greuther Fürth | 0 – 0 referto | Wattenscheid 09 | Playmobil-Stadion (6 500 spett.)\| Arbitro: \| Schößling \| |
| Arbitro:                                         | Schößling      |               |                 |                                                             |

| Arbitro: | Lange |

|                                        |           |              |
| Korobka 43’ Sané 63’, 67’ Feinbier 87’ | Marcatori | 85’ Savichev |

| Arbitro: | Buchhart |

|            |           |                                    |
| Kramny 38’ | Marcatori | 58’ Korobka 62’ Feinbier 90’ Majek |

| Arbitro: | Weiner |

|                           |           |            |
| Feinbier 37’ Schmugge 90’ | Marcatori | 26’ Hermel |

| Arbitro: | Sippel |

|                                             |           |                          |
| Zernicke 32’ Brdarić 58’ Younga-Mouhani 76’ | Marcatori | 64’ (rig.), 78’ Feinbier |

| Arbitro: | Dörr |

|                                               |           |  |
| Fengler 9’ Schmugge 55’ Korobka 61’ Majek 63’ | Marcatori |  |

| Gütersloh 3 maggio 1998, ore 15:00 CEST 29ª giornata | Gütersloh | 0 – 0 referto | Wattenscheid 09 | Heidewaldstadion (12 000 spett.)\| Arbitro: \| Fleischer \| |
| Arbitro:                                             | Fleischer |               |                 |                                                             |

| Arbitro: | Neis |

|                        |           |  |
| Sailer 31’ Beierle 81’ | Marcatori |  |

| Arbitro: | Frey |

|  |           |                      |
|  | Marcatori | 2’ Rowicki 78’ Labak |

| Arbitro: | Meyer |

|                      |           |                         |
| Ćirić 48’ Möckel 85’ | Marcatori | 56’ Feinbier 71’ Bläker |

| Arbitro: | Keßler |

|              |           |                                               |
| Feinbier 34’ | Marcatori | 16’ (rig.), 89’ Weißhaupt 45’ Korell 75’ Baya |

| Lipsia 7 giugno 1998, ore 15:00 CEST 34ª giornata | VfB Lipsia | 0 – 0 referto | Wattenscheid 09 | Bruno-Plache-Stadion (10 400 spett.)\| Arbitro: \| Merk \| |
| Arbitro:                                          | Merk       |               |                 |                                                            |

### Coppa di Germania
| Arbitro: | Frey |

|                              |                      |                                     |
| Sawieh 82’ Birlik 89’        | Marcatori            | 45’ Feinbier 72’ Süs                |
| Protzel Marić Birlik Pasieka | Tiri di rigore 4 – 3 | Majek Allievi Hasecke Feinbier Skok |

## Statistiche

### Statistiche di squadra
| Competizione      | Punti | In casa | In casa | In casa | In casa | In casa | In casa | In trasferta | In trasferta | In trasferta | In trasferta | In trasferta | In trasferta | Totale | Totale | Totale | Totale | Totale | Totale | DR |
| Competizione      | Punti | G       | V       | N       | P       | Gf      | Gs      | G            | V            | N            | P            | Gf           | Gs           | G      | V      | N      | P      | Gf     | Gs     | DR |
| ----------------- | ----- | ------- | ------- | ------- | ------- | ------- | ------- | ------------ | ------------ | ------------ | ------------ | ------------ | ------------ | ------ | ------ | ------ | ------ | ------ | ------ | -- |
| 2. Bundesliga     | 40    | 17      | 8       | 2       | 7       | 28      | 19      | 17           | 2            | 8            | 7            | 13           | 22           | 34     | 10     | 10     | 14     | 41     | 41     | 0  |
| Coppa di Germania | -     | 0       | 0       | 0       | 0       | 0       | 0       | 1            | 0            | 1            | 0            | 2            | 2            | 1      | 0      | 1      | 0      | 2      | 2      | 0  |
| Totale            | 40    | 17      | 8       | 2       | 7       | 28      | 19      | 18           | 2            | 9            | 7            | 15           | 24           | 35     | 10     | 11     | 14     | 43     | 43     | 0  |

### Andamento in campionato
| Giornata  | 1 | 2  | 3  | 4  | 5  | 6  | 7  | 8  | 9  | 10 | 11 | 12 | 13 | 14 | 15 | 16 | 17 | 18 | 19 | 20 | 21 | 22 | 23 | 24 | 25 | 26 | 27 | 28 | 29 | 30 | 31 | 32 | 33 | 34 |
| --------- | - | -- | -- | -- | -- | -- | -- | -- | -- | -- | -- | -- | -- | -- | -- | -- | -- | -- | -- | -- | -- | -- | -- | -- | -- | -- | -- | -- | -- | -- | -- | -- | -- | -- |
| Luogo     | T | C  | T  | C  | T  | C  | T  | C  | T  | C  | T  | C  | C  | T  | C  | T  | C  | C  | T  | C  | C  | T  | T  | C  | T  | C  | T  | C  | T  | T  | C  | T  | C  | T  |
| Risultato | N | P  | P  | N  | N  | V  | N  | N  | N  | V  | P  | P  | P  | V  | P  | P  | V  | V  | P  | P  | V  | P  | N  | V  | V  | V  | P  | V  | N  | P  | P  | N  | P  | N  |
| Posizione | 8 | 14 | 16 | 18 | 17 | 11 | 13 | 13 | 15 | 12 | 14 | 15 | 16 | 15 | 16 | 16 | 14 | 13 | 14 | 14 | 15 | 15 | 14 | 13 | 13 | 11 | 12 | 10 | 10 | 12 | 13 | 13 | 14 | 14 |

Legenda:

Luogo: C = Casa; T = Trasferta. Risultato: V = Vittoria; N = Pareggio; P = Sconfitta.

### Statistiche dei giocatori
| Giocatore    | 2. Bundesliga | 2. Bundesliga | 2. Bundesliga | 2. Bundesliga | Coppa di Germania | Coppa di Germania | Coppa di Germania | Coppa di Germania | Totale   | Totale | Totale      | Totale     |
| Giocatore    | Presenze      | Reti          | Ammonizioni   | Espulsioni    | Presenze          | Reti              | Ammonizioni       | Espulsioni        | Presenze | Reti   | Ammonizioni | Espulsioni |
| ------------ | ------------- | ------------- | ------------- | ------------- | ----------------- | ----------------- | ----------------- | ----------------- | -------- | ------ | ----------- | ---------- |
| S. Allievi   | 21            | 0             | 3             | 0             | 1                 | 0                 | 0                 | 0                 | 22       | 0      | 3           | 0          |
| Ç. Aydin     | 5             | 0             | 0             | 0             | 0                 | 0                 | 0                 | 0                 | 5        | 0      | 0           | 0          |
| S. Blank     | 14            | 0             | 1             | 0             | 1                 | 0                 | 0                 | 0                 | 15       | 0      | 1           | 0          |
| F. Bläker    | 30            | 2             | 4             | 0             | 1                 | 0                 | 0                 | 0                 | 31       | 2      | 4           | 0          |
| S. Dikhtiar  | 29            | 1             | 5             | 0             | 1                 | 0                 | 0                 | 0                 | 30       | 1      | 5           | 0          |
| M. Feinbier  | 32            | 15            | 7             | 0             | 1                 | 1                 | 0                 | 0                 | 33       | 16     | 7           | 0          |
| S. Fengler   | 31            | 2             | 2             | 0             | 0                 | 0                 | 0                 | 0                 | 31       | 2      | 2           | 0          |
| A. Gumprecht | 18            | 0             | 2             | 0             | 0                 | 0                 | 0                 | 0                 | 18       | 0      | 2           | 0          |
| E. Hamár     | 5             | 0             | 1             | 0             | 0                 | 0                 | 0                 | 0                 | 5        | 0      | 1           | 0          |
| M. Hasecke   | 3             | 0             | 0             | 0             | 1                 | 0                 | 0                 | 0                 | 4        | 0      | 0           | 0          |
| G. Helgason  | 1             | 0             | 0             | 0             | 0                 | 0                 | 0                 | 0                 | 1        | 0      | 0           | 0          |
| C. Jacob     | 1             | 0             | 0             | 0             | 0                 | 0                 | 0                 | 0                 | 1        | 0      | 0           | 0          |
| W. Kempkens  | 31            | 0             | 4             | 0             | 1                 | 0                 | 0                 | 0                 | 32       | 0      | 4           | 0          |
| M. Klinge    | 0             | 0             | 0             | 0             | 0                 | 0                 | 0                 | 0                 | 0        | 0      | 0           | 0          |
| S. Korobka   | 12            | 4             | 1             | 0             | 0                 | 0                 | 0                 | 0                 | 12       | 4      | 1           | 0          |
| D. Lucke     | 0             | 0             | 0             | 0             | 0                 | 0                 | 0                 | 0                 | 0        | 0      | 0           | 0          |
| S. Majek     | 26            | 3             | 4             | 0             | 1                 | 0                 | 0                 | 0                 | 27       | 3      | 4           | 0          |
| C. Maly      | 0             | 0             | 0             | 0             | 0                 | 0                 | 0                 | 0                 | 0        | 0      | 0           | 0          |
| P. Martin    | 34            | 0             | 1             | 0             | 1                 | 0                 | 1                 | 0                 | 35       | 0      | 2           | 0          |
| A. Matlik    | 1             | 0             | 0             | 0             | 1                 | 0                 | 0                 | 0                 | 2        | 0      | 0           | 0          |
| H. Ristau    | 28            | 2             | 5             | 0             | 0                 | 0                 | 0                 | 0                 | 28       | 2      | 5           | 0          |
| S. Sané      | 24            | 6             | 0             | 0             | 0                 | 0                 | 0                 | 0                 | 24       | 6      | 0           | 0          |
| T. Schmugge  | 16            | 2             | 3             | 0             | 0                 | 0                 | 0                 | 0                 | 16       | 2      | 3           | 0          |
| F. Schön     | 16            | 1             | 2             | 0             | 1                 | 0                 | 1                 | 0                 | 17       | 1      | 3           | 0          |
| R. Schümann  | 10            | 0             | 1             | 0             | 0                 | 0                 | 0                 | 0                 | 10       | 0      | 1           | 0          |
| O. Skok      | 31            | 1             | 4             | 0             | 1                 | 0                 | 1                 | 0                 | 32       | 1      | 5           | 0          |
| M. Stark     | 12            | 0             | 4             | 0             | 1                 | 0                 | 0                 | 0                 | 13       | 0      | 4           | 0          |
| F. Süs       | 14            | 1             | 0             | 0             | 1                 | 1                 | 0                 | 1                 | 15       | 2      | 0           | 1          |
| A. Teichmann | 29            | 1             | 4             | 0             | 0                 | 0                 | 0                 | 0                 | 29       | 1      | 4           | 0          |
| S. Urbainski | 0             | 0             | 0             | 0             | 0                 | 0                 | 0                 | 0                 | 0        | 0      | 0           | 0          |